# Victor Thonet (peintre)
Pour les articles homonymes, voir Thonet.
Victor Thonet, né le 10 août 1885 à Anvers, et mort à Kalmthout le 28 mars 1952, est un peintre belge.
Son champ pictural couvre essentiellement les paysages. Ses œuvres sont notamment conservées aux Musées royaux des Beaux-Arts de Belgique (Bruxelles) et au Musée royal des Beaux-Arts d'Anvers.

## Biographie

### Famille
Victor (Victor Petrus Maria) Thonet, né le 10 août 1885 rue Rubens no 15 à Anvers, est le fils d'Arthur Cornelius Thonet (né à Anvers le 7 avril 1854), clerc, et de Maria Antonia Marckert (née à Anvers le 23 février 1854), mariés à Anvers le 13 août 1881. Victor Thonet épouse une demoiselle Bolle,.

### Formation
Destiné à la carrière d'ingénieur, Victor Thonet préfère s'orienter vers les arts. Il ne suit pas de formation académique, mais entre comme élève dans l'atelier du peintre de marines Frans Hens, dont il devient l'élève préféré en raison de son talent.

### Carrière
Lors de la Première Guerre mondiale Victor Thonet s'engage, dès 1914 en qualité de volontaire, puis, en 1916, il est incorporé dans l'Armée dans la Section artistique de l'armée belge en campagne. Très impressionné par la violence du conflit et la vie des tranchées, il a besoin de deux ans pour se remettre au travail. En 1924, il est nommé professeur à l'Académie royale des beaux-arts d'Anvers, poste qu'il occupe jusqu'à sa mort.
Féru de littérature, il cultive le culte des auteurs classiques, et cite des passages entiers de Stendhal, Flaubert et Balzac, nourrissant aussi une grande admiration pour Verlaine et Mallarmé. 
Victor Thonet meurt à l'âge de 66 ans le 28 mars 1952 à Kalmthout. Il est inhumé au cimetière du Schoonselhof à Anvers.

## Œuvre

### Peinture

#### Caractéristiques
Son champ pictural couvre les paysages réalisés en plein air. Il demeure comme le peintre des vastes horizons, des plaines bordant le Bas-Escaut et de la bruyère de Kalmthout, où il passe de nombreuses années de sa vie.

#### Réception critique
En avril 1914, dans son article consacré à l'exposition du Cercle artistique de Bruxelles, la critique du quotidien Le Matin écrit : 

« M. Thonet est un jeune, au talent vigoureux et personnel qui s'affirme dès aujourd'hui dans des œuvres déjà mûries, fortes et décisives […]. L'ensemble exposé est magnifique, coins de pays flamands, vastes étendues de landes et de marais, dont l'interprétation est si neuve et si juste. Sa sensibilité est aiguë et donne à ses paysages ce frémissement, cette vie profonde qui fait une part de leur beauté. M. Thonet ne recule pas devant les visions d'été. Il rend toute la sourde puissance des frondaisons épanouies sur un soir d'or. Il y réussit sans tomber dans la monotonie, à force de fraîcheur et de vigueur, par une entente parfaite aussi de la distribution de la lumière. Ses automnes, riches de roux et de pourpres, conservent, eux aussi, cette puissance qui est la caractéristique de son talent. […] M. Thonet prend rang, dès aujourd'hui, parmi nos meilleurs peintres. »

#### Expositions
- Salon de Gand de 1906 : Matinée d'octobre et La Ferme blanche.
- Salon de Bruxelles de 1907 : Au printemps et En novembre[6].
- Salon d'Anvers de 1908 : Temps gris et Paysage en Campine.
- Cercle artistique de Bruxelles en 1910 : Coin de parc.
- Cercle artistique de Bruxelles en avril 1914 : L'Étang, Matinée d'octobre, Après la pluie, Temps d'orage, L'Ombre sur la bruyère,…[5].
- Salon de Bruxelles de 1914 : Le Chemin (paysage) et L'Ombre sur la bruyère[7].
- Exposition de la Société belge des peintres de la mer à Bruxelles en 1933[8].

### Collections muséales
- Musées royaux des Beaux-Arts de Belgique (Bruxelles)[9] : 
  - L'église de Woesten (1916), huile sur toile, inventaire no 10076/63, format 46,4 × 61,2 cm, acquis en 1920.
  - Tour de Woesten (1916), huile sur toile, inventaire no 10076/64, format 100 × 84,5 cm, acquis en 1920.
  - Cimetière de Woesten (1916), huile sur toile, inventaire no 10076/62, format 50,5 × 55 cm, acquis en 1920.
  - Dunes à Calmpthout (1935), huile sur toile, inventaire no 6692, format 79 × 99 cm, don du Comité Victor Thonet, Anvers, 1954.
- Musée royal des Beaux-Arts d'Anvers[10] : 
  - La Bruyère (s.d.), huile sur toile, format 81 × 99 cm, inventaire no 2293.
  - Souvenir de Veere (s.d.), huile sur toile, format 78 × 98 cm, inventaire no 2570.
  - Vieux jardin (s.d.), huile sur toile, format 76,7 × 97 cm, inventaire no 2441.

## Honneurs
- Chevalier de l'ordre de la Couronne[4].
- Chevalier de l'ordre de Léopold[4].
- Croix de guerre 1914-1918 (Belgique)[4].